# Caustogryllacris podocausta
Caustogryllacris podocausta är en insektsart som först beskrevs av Wilhem de Haan 1842.  Caustogryllacris podocausta ingår i släktet Caustogryllacris och familjen Gryllacrididae.

## Underarter
Arten delas in i följande underarter:
- C. p. podocausta
- C. p. rufivertex
- C. p. pallidior
- C. p. mutabilis
- C. p. kuchingiana